# 我抗议
《我抗议》（英文：I Protest）是一首由克什米尔人歌手MC卡什所創作的说唱歌曲，並且於2010年首次演唱。这首歌是关于印控克什米尔地区的动乱中当地安全部队滥用職权的問題。
在克什米尔地區的抗议活动中，《我抗议》曾多次被唱出來。录制歌曲的工作室則在歌曲推出後不久遭当地警察突击检查，而工作室的員工亦被质问有否參與分裂主义份子的行動。歌曲創作者卡什表示，他創作此曲的原因是因為他目賭了骚乱中有青年遭殺害，而其中亦包括自己的朋友。卡什指出，此曲使用英語作為歌詞，目的是為了讓全世界都知道克什米尔的現況。卡什在推出此歌曲後，很多工作室均拒絕與他合作。另外，卡什亦恐懼自己的人身安全可能遭威脅。

## 背景
2010年，查謨－克什米爾邦爆發了起義，目的是對抗印度政府。超過111人（大約123人）在起義中遭治安部隊殺害。

## 歌曲
此曲的視頻以一則關於2010年克什米尔骚乱的新聞開始。卡什創作此曲的目的是為了挑戰印度的佔領行為。卡什在歌曲唱出：「來自一個殺人政權的黑暗面的故事，無盡地佔領我們的土地，我們的夢想」，而這句歌詞被印度法律認為是煽動行為，在印度提出對統治克什米尔的質疑是非法的。他還在歌曲中唱出「得到贊助的媒體隱暪了這個種族滅絕的行為」，批評當地媒體不能完整地報導當地治安部隊侵犯人權行為。此曲最後以截至2010年9月的65位遇害人的名字作終結。

## 影響
這首歌的令卡什成為了克什米尔中的一位名人，並且成為了克什米尔抗議行動中的專題歌。
克什米爾青年透過展示「我抗议」標語和口號，向治安部隊抗議。而沒有參與抗議行動的克什米尔居民亦會於網絡中發佈「我抗议」標語或歌詞。另外，社交網站Facebook的一個關於克什米尔抗議行動的群組亦以「我抗议」為名，並不停上載關於抗議行動的故事、照片和影片。
卡什透過音樂抗議的行動為，令到許多其他克什米爾青年彷效卡什，透過藝術和音樂去抗議。《我抗议》的其中一句歌詞「我抗議，直到我的自由來了」更成為了克什米尔自由抗議文章匯集的標題。其編者為桑賈伊·格。

### 其他來源
- Valley's first rapper attracts youth by singing about turmoil - Hindustan Times
- BBC News - MC Kash raps for Kashmir protest victims （页面存档备份，存于）
- World News: Kashmiri rapper’s fight against violence - thestar.com （页面存档备份，存于）
- BBC News – Kashmir （页面存档备份，存于）

## 外部連結
- 《我抗议》Youtube 視頻 （页面存档备份，存于）
- MC卡什 （页面存档备份，存于）英國廣播公司新聞
- MC卡什 （页面存档备份，存于）美國之音
- MC卡什 （页面存档备份，存于）PressTV
- MC卡什Tehelka